# Pseudomonacanthus elongatus
Pseudomonacanthus elongatus és una espècie de peix de la família dels monacàntids i de l'ordre dels tetraodontiformes.

## Morfologia
- Els mascles poden assolir 25 cm de longitud total.[4][5]

## Hàbitat
És un peix marí, de clima tropical i demersal que viu entre 1-7 m de fondària.

## Distribució geogràfica
Es troba a Austràlia, Indonèsia, Papua Nova Guinea i el Vietnam.

## Observacions
És inofensiu per als humans.